# Terremoto del Val di Noto del 1542
Nel distretto sismico dei monti Iblei, siti nella parte sud-orientale della Sicilia, nell'anno 1542 si verificò uno sciame sismico la cui scossa più forte avvenne il 10 dicembre con epicentro tra gli odierni territori geografici di Francofonte, Carlentini e Lentini, nel siracusano; antico Val di Noto, località che nel Cinquecento ha dato il nome a questo sisma: terremoto del Val di Noto. 
Annoverato tra i 7 terremoti più forti di sempre in Sicilia, raggiunse la magnitudo 7.0 della scala Richter e il X valore della scala Mercalli. In Sicilia solamente altri tre terremoti, storicamente verificati, superarono questo evento sismico: il terremoto del Val di Noto del 1693 (magnitudo 7.7), il terremoto di Reggio e Messina del 1783 (magnitudo 6.9) e il terremoto di Messina del 1908 (magnitudo 7.3).
Il suo verificarsi durante le ore diurne (avvenne intorno alle 15 del pomeriggio) evitò il peggio per le popolazioni colpite, ciononostante si accertarono alcune centinaia di vittime tra i crolli, ma nei paesi più distrutti non si è mai fatta una stima delle perdite umane. A ciò si aggiunga che le località costiere più esposte, come Siracusa e Augusta, furono colpite da onde di maremoto (tanto da cercare salvezza sulle barche e avere il timore che la terra potesse sparire sotto il mare). La chiusura politica del Regno di Sicilia (l'Impero spagnolo aveva trasformato l'isola in una inaccessibile fortezza) contribuì parecchio a far passare sotto silenzio l'evento nelle cronache estere (del quale infatti non si trova alcuna traccia) e a farlo cadere molto presto nel dimenticatoio. 
La memoria siciliana finì per concentrarsi unicamente nel successivo catastrofico sisma del 1693, rendendo quasi impossibile fare su questo una stima seria dei danni, a seguito di ciò si è arrivati a definirlo, molto probabilmente in maniera errata, come «il meno disastroso tra le catastrofi sismiche che la storia della Sicilia orientale ricordi». Le distruzioni più gravi, comunque, interessarono un perimetro di oltre 6.000 kmq.

## Contesto: il precedente terremoto del 1537
Gli ultimi anni '30 e i primi anni '40 del '500 s'imposero sulla storia della Sicilia per le calamità naturali che portarono con sé: ancora prima della pesante carestia del 1539 (che colpì non solamente la Sicilia ma buona parte dell'Europa), vi fu una memorabile serie di eruzioni dell'Etna con conseguente violento terremoto, verificatesi nel maggio del 1537: narrano le cronache più antiche sull'evento, che il vulcano siciliano eruttò per 12 giorni e che alla fine una parte del monte si squarciò e franò.
Antonio Filoteo degli Omodei, testimone degli eventi, scrisse che «il primo maggio di quell'anno la Sicilia tremò e l'Etna tuonò tanto da rendere sordi quasi tutti i siciliani per lo strepito e parecchi edifici dell'isola crollarono».

## Il terremoto del 10 dicembre 1542
(Juan de Mariana, Historia de España; Tratado contra los juegos públicos; Del rey y de la institución real, ed. 1879 (o. 1599), pp. 387-388.)
L'evento più calamitoso che segnò questo arco di tempo fu lo sciame sismico che colpì la Sicilia sud-orientale, e con più viva forza l'area del siracusano, nel novembre e nel dicembre del 1542. L'abate e storico Rocco Pirri errò nel datarlo ad agosto; egli probabilmente mal interpretò il passo iniziale di una delle cronache originarie del tempo: il Pirri portò tra l'altro al medesimo errore molti degli studiosi che vennero dopo di lui.
Le prime scosse furono leggere e si verificarono il 30 novembre, colpendo inizialmente la città di Caltagirone. Altre scosse, più irruenti, si fecero sentire nella contea di Modica, il 5 dicembre, ma la più violenta avvenne il 10 dicembre, con epicentro nel cuore dei monti Iblei, presso Francofonte: centri come Melilli e Occhiolà (l'antica Granmichele) vennero interamente distrutti. Gravemente danneggiate città come Catania e i paesi posti tra l'Etna e gli Iblei, come Licodia Eubea, Militello in Val di Catania, Mineo, Nicosia, Caltagirone, Sortino, Lentini, Augusta, Siracusa, Noto. Lievi danni subirono invece Agrigento, nella Sicilia centrale, e l'isola di Malta (geologicamente legata agli Iblei). Avvertito molto chiaramente anche a Messina e a Palermo, nella Sicilia occidentale (dove non fece danni ma procurò il panico tra la gente), la forte vibrazione giunse fino in Turchia.
In totale 40 centri urbani furono colpiti dal terremoto, la cui potenza complessiva, così come i danni effettivi che comportò, risulta odiernamente indecifrabile, poiché se ne è persa quasi del tutto la memoria (causa la seguente calamità del Seicento, quasi gemella, che convogliò su essa i principali sforzi bibliografici sulle gravi devastazioni capitate durante la dominazione spagnola).
Inoltre, il sisma del 1542 (a differenza di quello del 1693) accadde di giorno, secondo quanto riferito da Carlo d'Aragona Tagliavia, marchese di Terranova e di Avola (all'epoca ancora situata nel sito di Avola Antica), che scrisse al Consiglio Supremo di Madrid («Ill.mo Señor mio [...] Comendador major de Leon del Consejo M.º de su M/d»), mettendolo al corrente della catastrofe; anche se egli, però, accennò solamente ai danni subiti dalla sua terra, Avola, e al solenne e disperato stato di supplica e preghiera nel quale si trovavano in quel momento tutti i siciliani che dieci giorni prima erano stati colpiti dal terremoto.
Il fatto che la maggior parte della popolazione si trovasse fuori casa evitò l'ecatombe seicentesca. Lentini fu la città che ebbe più morti accertati; 70, seguita da Sortino, che perse 40 abitanti. Rimangono tuttavia sconosciuti i numeri delle vittime avute nei paesi maggiormente colpiti.).
Tale evento fu enormemente disastroso sotto il punto di vista architettonico: intere città dovettero essere ricostruite da capo e per i centri costieri come Siracusa, la quale fu «nearly totally destroyed» (vicina alla distruzione totale), la paura più grande fu l'incombere dell'acqua salata, conseguenza diretta del terremoto: le onde di maremoto o, come le chiamavano i cronisti passati, le furiose «tempeste di mare».

### Cronaca del terremoto dalla città di Siracusa
Antonio Mongitore narrò di come il vescovo di Siracusa, Girolamo Beccadelli, e anche tutti i siracusani, avessero il tormentato pensiero che la loro penisola - all'epoca Carlo V non aveva ancora ritrasformato Ortigia in un'isola - potesse sprofondare e essere inghiottita dalle acque del mare. Essi pare parlassero e agissero con tanto timore perché sapevano che in tempi remoti molte terre erano scomparse a quel modo. Non si hanno notizie certe di un avvenuto tsunami a Siracusa nel 1542, anche se le cronache del tempo riferivano che la confinante Augusta aveva rischiato di essere sommersa (e il visitatore ebreo Joseph ha-Kohen parlò di edifici trasformati in «laghi d'acqua»). Certamente si sa che ancora nel gennaio del 1543 (quasi un mese dopo il sisma) la popolazione di Siracusa seguitava a sentirsi «minacciata da una gigantesca inondazione», che le scosse continuarono per 40 giorni e che i siracusani non volevano più dimorare dentro la città. Il vescovo celebrò quindi i divini uffizi sulle barche.

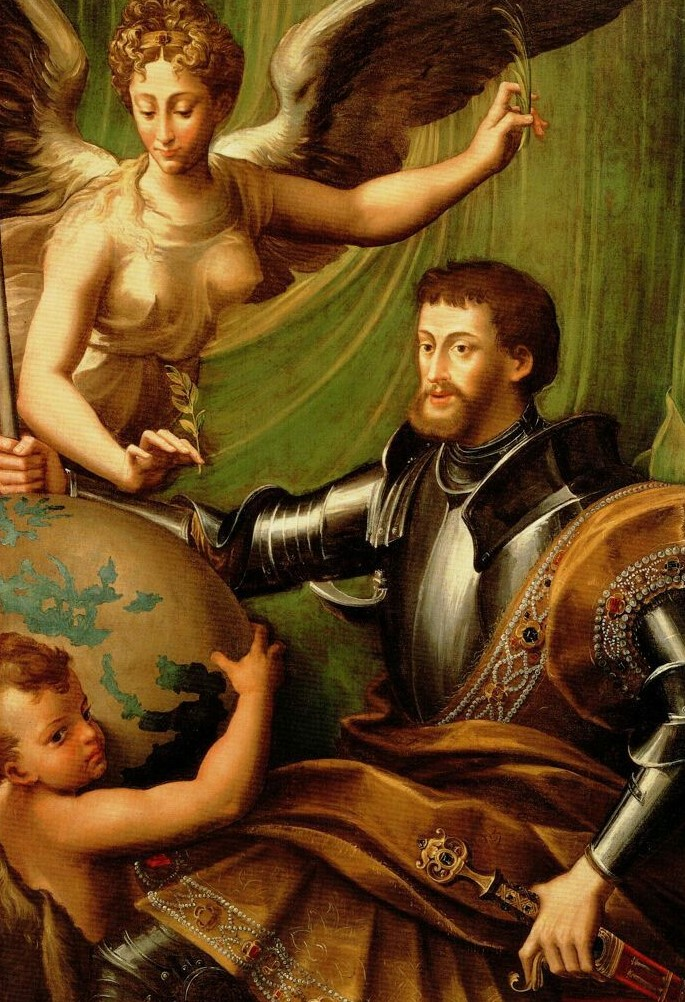
Carlo V raffigurato come dominatore del mondo dal pittore Parmigianino nel 1530. Egli mandò i suoi uomini a circumnavigare la Terra, dimostrandone la sfericità, in maniera definitiva

I siracusani erano convinti di aver attirato su di loro l'ira di Dio o l'«ira del Cielo» e che per scongiurare l'imminente fine, e ricevere il perdono divino, si dovessero espiare le proprie colpe e pregare tanto. Essi si recarono allora in processione in diversi luoghi della Sicilia orientale e alcuni di loro arrivarono a flagellarsi. Per la società dell'epoca, che viveva tra la Santa Inquisizione e il fervore della religiosità, provare simili sentimenti era più che normale. 
Va considerato inoltre che persino il loro imperatore, Carlo V d'Asburgo, era convinto che il male di Siracusa fosse da imputare a degli non identificati peccatori, che andavano scoperti e severamente puniti per il disastro che avevano provocato: l'imperatore spagnolo parlava di «peccati nefandi» di «magia e di eresia», che avevano scatenato il «flagello divino». Solo l'intervento del viceré di Sicilia Ferrante I Gonzaga (andato via dall'isola quello stesso dicembre del 1542 e ritornato a febbraio del 1543), evitò che l'imperatore si scagliasse contro dei peccatori senza né volto né nome, poiché il viceré lo persuase, permettendosi di rammentargli che il terremoto era da attribuire a cause sicuramente naturali.
I danni nel siracusano furono comunque gravissimi: crollò l'altissimo campanile del Duomo: il Senato di Siracusa lo ricostruì e vi effigiò la seguente lapide: «Terremotum Dirutum Carlo V Caes. Hieronimo Bononimo Panormita Antistite. S.PG.S. PostTriennum Insa. MDXXXXV». Il campanile sarebbe in seguito crollato nuovamente nel successivo disastroso terremoto del 1693; con esso rovinò pure la lapide in memoria del 1542 (dopo il secondo crollo non venne mai più ricostruito). Si spostarono le colonne del tempio di Atena (base portante della cattedrale cristiana aretusea), sparì per sempre uno dei tre principali castelli della città, il Marieth, la fonte Aretusa venne inondata di acqua salata e per parecchi giorni essa e i pozzi circostanti diedero alla popolazione solamente acqua salmastra da bere.

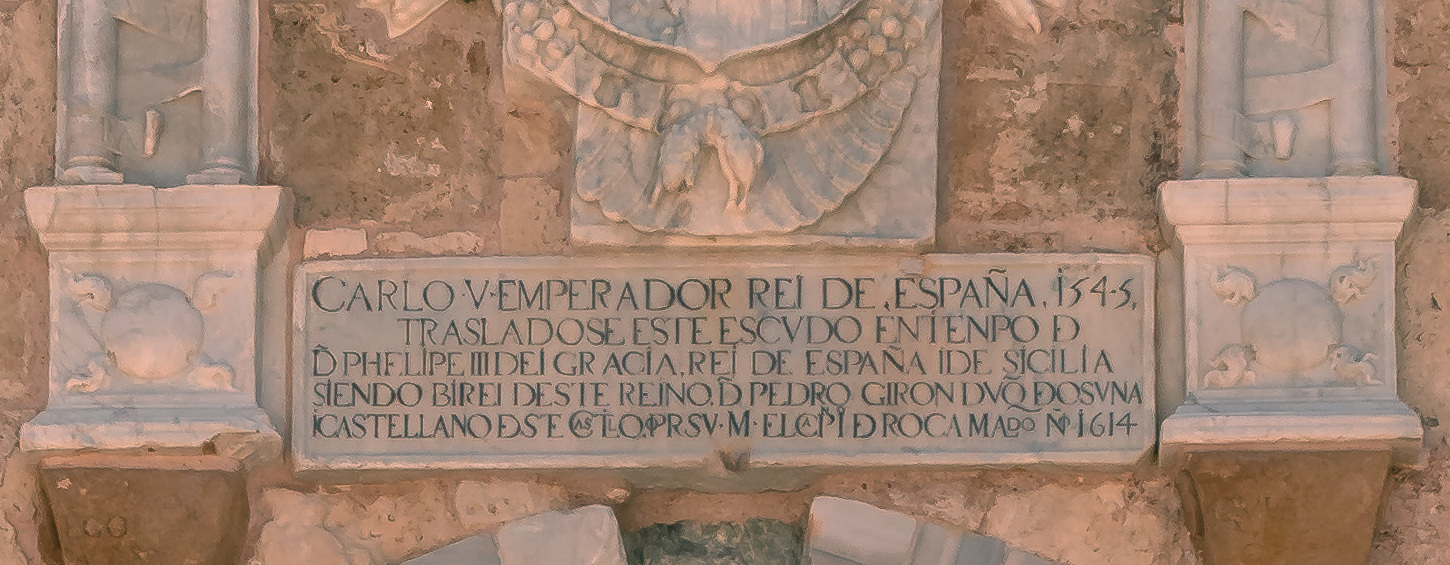
La lapide in lingua spagnola posta sopra l'entrata principale del Castello Maniace, voluta da Carlo V nel 1545 dopo il restauro delle fortificazioni

Le fortificazioni volute da Carlo (nel 1542 egli ne aveva appena richieste delle altre), costate denaro e sacrifici, crollarono e Gonzaga affidò di nuovo, nel 1544, ad Antonio Ferramolino il compito di ritirarle su.
Il governo spagnolo aveva due priorità ben precise su Siracusa dopo il sisma che l'aveva colpita: anzitutto convincerne la popolazione a farvi ritorno; i suoi abitanti, infatti, l'avevano lasciata pressoché deserta, preferendo allontanarsi dalla costa e dalla città, vivendo piuttosto a cielo scoperto, nelle campagne, o tutt'al più in case fatte da loro stessi con delle tavole di legno. Farli rientrare non fu cosa semplice (dato che nei primi mesi del 1543 essi risultavano ancora accampati all'aperto), ma alla fine l'insistenza del funzionario regio che venne inviato, Francesco I Moncada, nominato fin dal dicembre del '42 vicario e capitano d'armi della città, ebbe la meglio e i siracusani vennero persuasi a riprendere possesso del loro domicilio.
La seconda priorità spagnola era la volontà di far sparire le tracce del terremoto sotto il punto di vista prettamente bellico: la città d'Aretusa era una piazzaforte e i suoi abitanti rappresentavano la garanzia del prosieguo della sua esistenza, ecco perché era tanto importante non permetterli di abbandonarla in massa così come avevano fatto. Poiché il nemico era ancora in procinto di attaccare, i suoi punti deboli, vistosamente lasciati dal sisma, dovevano essere risanati al più presto.
Tuttavia l'interesse mostrato dalla corte di Spagna per lo stato civile-strutturale nel quale versava la popolazione siracusana dopo il terremoto, non fu comparabile allo zelo che la stessa fece valere per rimettere sul lato bellico in riga la città. Il sisma ebbe conseguenze serissime su un centro urbano come Siracusa, che era già da prima sofferente economicamente. Per cercare di aiutare la popolazione stremata, il vescovo Girolamo fondò nel 1543 il Monte di Pietà (uno dei primi a nascere in Sicilia) e lo aggregò a quello di Roma, solo che a differenza della maggior parte di questi istituti, quello siracusano, negli anni post-terremoto, non aveva come scopo il prestito su pegno ma semplicemente il donare ai poveri i soldi raccolti con le elemosine.
A lungo andare vi fu un drammatico crollo delle nascite: Siracusa, rispetto al resto della Sicilia, non riusciva più a crescere a livello demografico e la sua economia si era completamente bloccata.

## Sequenza sismica
Dati riportati basandosi esclusivamente sulla sismografia dell'area catanese (fonte: Istituto nazionale di geofisica e vulcanologia):
- 30 novembre ore 18:40 GMT (ore 2 e 3 nell'antico metodo dell'Ora italica o Ora boema in uso nel 1500); forte scossa senza danni avvertita a Caltagirone e Catania
- 30 novembre, fino alle ore 21:10 GMT circa (alle ore 5 italiche); scosse minori avvertita a Catania
- 30 novembre, ore 23:10 GMT circa (alle ore 7 italiche): scossa minore avvertita a Caltagirone
- 1-10 dicembre: varie scosse leggere sentite a Catania
- 10 dicembre, ore 15:15 GMT circa (alle ore 23 italiche): scossa principale
- 10 dicembre, ore 23:15 GMT circa (alle ore 7 italiche): scossa non forte sentita a Catania
- 12 dicembre 1542, ore 23:15 GMT circa (alle ore 7 italiche): forte replica sentita sia a Caltagirone che a Catania
- La sequenza continuò quindi per un altro mese circa con scosse molto frequenti, ma leggere